# Chiastosella enigma
Chiastosella enigma is een mosdiertjessoort uit de familie van de Escharinidae. De wetenschappelijke naam van de soort is voor het eerst geldig gepubliceerd in 1954 door Brown.